# لويس شامبين
لويس شامبين هو مقدم برامج إذاعية كندي، ولد في 16 سبتمبر 1947.